# Donjeux (Moselle)

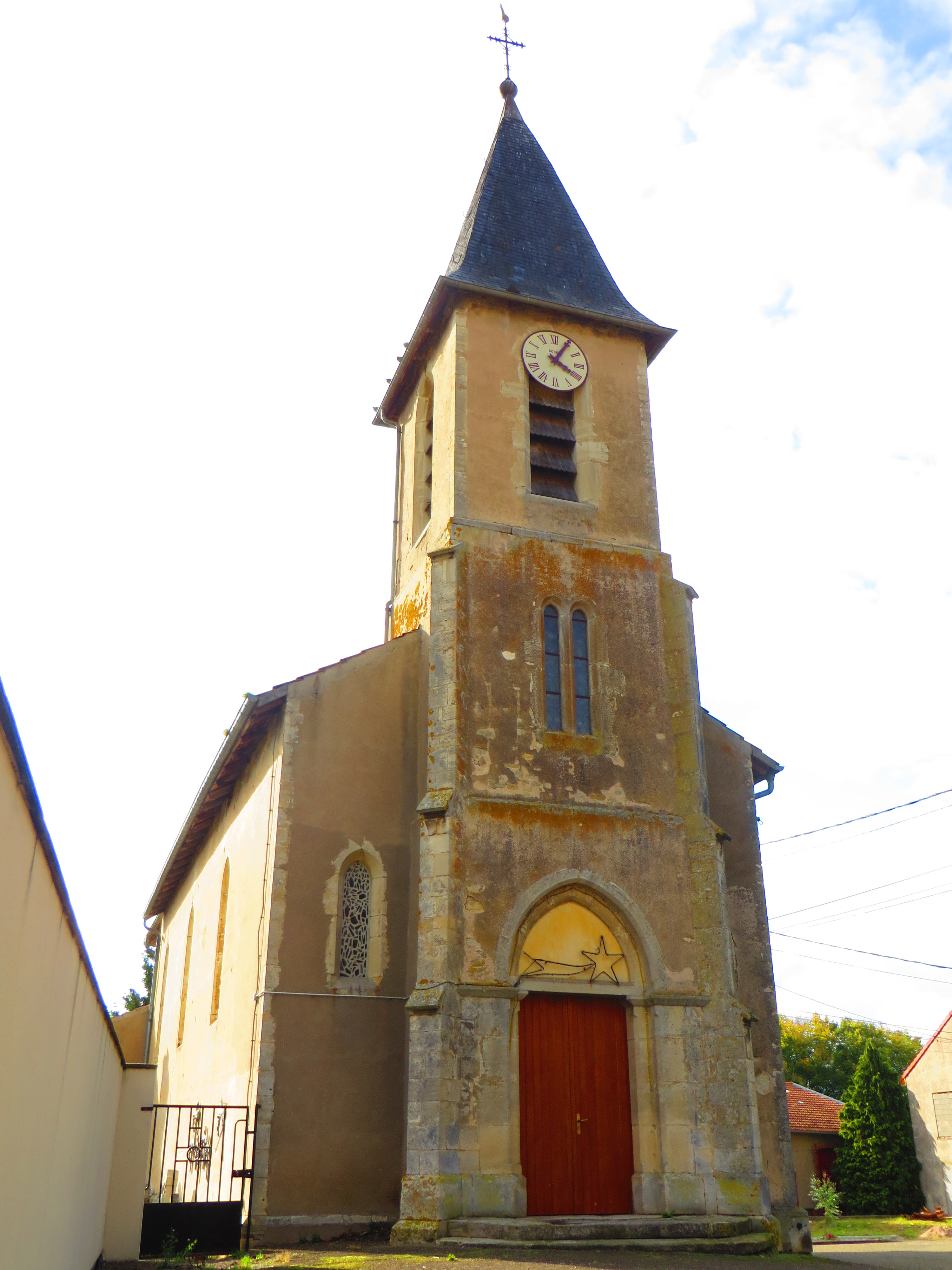
Kirche St. Georg

Donjeux ist eine französische Gemeinde mit 93 Einwohnern (Stand 1. Januar 2022) im Département Moselle in der Region Grand Est (bis 2015 Lothringen). Sie gehört zum Arrondissement Sarrebourg-Château-Salins, zum Kanton Le Saulnois und zum Kommunalverband Saulnois.

## Geographie
Donjeux liegt im Saulnois (Salzgau) am Flüsschen Saint-Jean, 31 Kilometer südöstlich von Metz und 30 Kilometer östlich von Pont-à-Mousson auf einer Höhe zwischen 219 und 275 Metern über dem Meeresspiegel zwischen Delme im Nordwesten, Lemoncourt im Südwesten und Oriocourt im Südosten. Das Gemeindegebiet umfasst 3,26 km².

## Geschichte
Donjeux gehörte früher zum Herzogtum Lothringen und dem Bistum Metz.
Der Ort wurde 966 erstmals urkundlich als Domnus Juvinis erwähnt, mittellateinisch für Heiliger Jovinus. 1222 wurde es als Dongeu erwähnt. Die Pfarrei von Donjeux unterstand dem Erzpriester von Delme, der wiederum dem Bistum Metz unterstand. Die Ortschaft selbst gehörte damals zur Grafschaft Destroch, deren Hauptort Destry war und die zusammen mit Donjeux 966 im Gründungsvertrag des Klosters Vergaville in dessen Kopialbuch erwähnt wurde.
Im 16. Jahrhundert war das Dorf Teil der Salmschen Baronie von Viviers, die zu Lothringen gehörte, bevor sie 1661 Frankreich einverleibt wurde.
Anschließend wurde die Herrschaft dem Marquisat von Pont-à-Mousson unterstellt, das 1698 eine Bailliage des Herzogtums Bar wurde. 1793 erhielt die Ortschaft im Zuge der Französischen Revolution (1789–1799) den Status einer Gemeinde und 1801 das Recht auf kommunale Selbstverwaltung. Donjeux war dem Département Meurthe angegliedert worden.
Durch den Frankfurter Frieden vom 10. Mai 1871 kam die Region an das deutsche Reichsland Elsaß-Lothringen, und das Dorf wurde dem Kreis Château-Salins im Bezirk Lothringen zugeordnet. Das Dorf hatte Getreide- und Gemüsebau sowie Obst- und etwas Hopfenbau. Nach dem Ersten Weltkrieg musste die Region aufgrund der Bestimmungen des Versailler Vertrags 1919 an Frankreich abgetreten werden und wurde Teil des Département Moselle.  Im Zweiten Weltkrieg war die Region von der deutschen Wehrmacht besetzt.
Donjeux gehörte als französischsprachige Ortschaft im Ersten Weltkrieg zu den 247 letzten Gemeinden, deren Name am 2. September 1915 eingedeutscht wurde. Der Name wurde in „Domningen“ geändert und war bis 1918 offizieller Ortsname.

### Bevölkerungsentwicklung
| Jahr                       | 1962 | 1968 | 1975 | 1982 | 1990 | 1999 | 2011 | 2019 |
| Einwohner                  | 54   | 52   | 44   | 57   | 103  | 123  | 94   | 96   |
| Quellen: Cassini und INSEE |      |      |      |      |      |      |      |      |

Am meisten Einwohner hatte Donjeux 1851 (211), danach nahm die Einwohnerzahl bis 1975 auf 44 Bewohner ab. Seitdem hat sich die Bevölkerungszahl wieder etwas erholt.

## Wappen
Das Wappen der Gemeinde ist rot mit einem goldenen Pfahl und zwei silbernen Lachsen an den Seiten. Die Lachse wenden einander ihren Rücken zu. Die metallischen, heraldischen Farben Silber und Gold werden auf Wappen in weiß und gelb dargestellt.

## Infrastruktur
Der nächste Flughafen ist der Flughafen Metz-Nancy-Lothringen, er liegt 15,9 Kilometer nordwestlich von Donjeux.